# Dato (1923)
El Dato (hasta 1930 Eduardo Dato) fue un cañonero de la Armada Española perteneciente a la clase Cánovas del Castillo, construidos por la Sociedad Española de Construcción Naval en los astilleros de Cartagena. Participó en la guerra civil en apoyo del bando sublevado. Su epónimo es Eduardo Dato e Iradier (1856-1921), abogado y político español, varias veces ministro y presidente del Consejo de Ministros durante el período de la Restauración.

## Construcción
La construcción del Eduardo Dato fue autorizada por la llamada Ley Miranda de 17 de febrero de 1915 (Diario Oficial núm. 39, del 18 de febrero), aunque no sería  hasta por un Real Decreto del 14 de enero de 1920 en que se autorizó un presupuesto de 14 500 000 pts. para la construcción de la clase. El buque fue puesto en grada el 9 de abril de 1922, botado el 10 de julio de 1923 y entregado la Armada española el 23 de mayo de 1925.
Los buques de su clase se inspiraron los cañoneros de la clase Guanuajato -Guanajuato, Querétaro y Potosí- construidos dos en Ferrol y uno en el Astillero de Puerto Real, Cádiz, para la Armada de México durante la Segunda República Española.

## Historial
Participó, junto con sus buques gemelos, en el Desembarco de Alhucemas el 8 de septiembre de 1925. El 26 de julio ya había llegado a Ceuta y estuvo en zona de operaciones hasta el 24 de noviembre, cuando arribó a Cádiz. Efectuó reparaciones en Cádiz en febrero de 1926 y el 28 de marzo se le entregó la bandera de combate, sufragada por el banquero Ignacio Bauer.
Ya renombrado simplemente como Dato, se autorizó a finales de octubre de 1932 la venta del buque a Colombia, por 7 500 000 de pesetas, siendo reparado para tal fin en los astilleros de Ferrol. Al final se suspendió la operación por el conflicto de Colombia con Perú, atendiendo las peticiones del gobierno peruano y otras naciones para evitar la transacción.
El 6 de abril de 1934 efectuó transporte de tropas desde las Canarias al territorio de Ifni, junto con su gemelo Canalejas. En junio finalizó la comisión, para entrar en dique en Cádiz, quedando asignado al norte de África en 1935.

### Guerra civil
Al mando del capitán Manuel Súnico Castedo, el 19 de julio de 1936 el Dato fue interceptado por el destructor republicano Churruca. No hubo mayores consecuencias al creer la tripulación del destructor que el Dato seguía fiel a la República y al hecho de que el Churruca tenía la artillería principal saboteada por un oficial de su propia tripulación, lo que le supuso su ejecución en Málaga tras el incidente.
El Dato participó el convoy de militares sublevados contra la República del 5 de agosto de 1936 pero el trasiego de tropas fue interceptado en el estrecho de Gibraltar por el destructor gubernamental Alcalá Galiano, de la clase Churruca. El convoy salió de Ceuta a las 16:45 h transportando 1 600 hombres con destino a Algeciras. Al intentar cortarle el paso el Alcalá Galiano, el Dato, que apoya la operación, junto a 19 aviones, lo bombardean y le hacen desistir. Entre los buques del bando nacional se encontraban los buques de apoyo Ciudad de Algeciras, Ciudad de Ceuta y Vapor Arango y el guardacostas (un arrastrero armado) de la clase UAD Uad Kert.
Todos los buques de su clase quedaron en poder de los militares sublevados contra la República durante la Guerra Civil, siendo usados sobre todo en tareas de vigilancia y guardacostas.
El cañonero Dato, junto con el torpedero T-19 y el guardacostas Uad Kert, impidió que el Alcalá Galiano interceptase el convoy de militares sublevados del 5 de agosto de 1936 en aguas del Estrecho. En represalia, el acorazado Jaime I bombardeó el 7 de agosto Ceuta, La Línea de la Concepción y Algeciras, en cuyo puerto se encontraba atracado el Dato, que resultó gravemente dañado. Fue trasladado ese mismo mes al Arsenal de la Carraca para su reparación con plena modernización hasta febrero de 1937. La modernización incluyó la reconstrucción de la superestructura, así como la instalación de nuevos cañones protegidos en la línea de crujía del buque.El 2 de agosto entró en reparación tras realizar servicio de escolta a la motonave J. J. Dómine, regresando al servicio el día 10.
Los cañoneros Dato y Cánovas del Castillo hundieron el buque Cabo Santo Tomé de 16 600 t, de la Compañía Ybarra, que transportaba armas de Odesa (Ucrania Soviética) a Valencia, en Cabo Rosa (Argelia francesa) el 10 de octubre de 1937.
Tras efectuar reparaciones en el Arsenal de La Carraca, regresó al servicio el 25 de julio de 1938, relevando al Cánovas del Castillo. Sufrió un ataque aéreo en el puerto de Vinaroz el 1 de septiembre nuevamente el día 10 cuando patrullaba con el Canalejas entre Burriana y Vinaroz. Entre el 2 de octubre y el 25 de noviembre apresó sies buques mercantes, en compañía del Canalejas, enviando los buques apresados a Palma de Mallorca. Tras apresar al mercante británico Stangrove el 5 de febrero de 1939 y realizar diferentes patrullas en el Mediterráneo, arribó al puerto de Cartagena el 1 de abril, el mismo día del final de la guerra.

### Posguerra
Durante la Segunda Guerra Mundial realizó numerosos servicios de patrulla por el Mediterráneo. Estuvo en la zona atlántica, con base en Cádiz hasta 1942, regresando al Mediterráneo al año siguiente. En 1946, finalizada la guerra, fue destinado a Guinea Ecuatorial. Allí pasó el último tramo de su vida útil. En mayo de 1953 le fue dada la orden de regresar a España. El buque fue escoltado por el Cánovas del Castillo desde Fernando Poo hasta Liberia y de allí a las Canarias por el cañonero Vasco Núñez de Balboa. Tras una travesía de quince días llegó a Las Palmas de Gran Canaria el 28 de mayo y zarpó a Cádiz el 24 de junio llegando el día 28 en lo que sería su último viaje. Fue definitivamente dado de baja el 12 de julio de 1953.

## Legado
El Dato causó baja en la Armada española el 12 de julio de 1953. Tras su desguace, se preservó el mástil del Dato y fue emplazado en el Monte Hacho de Ceuta. En 2010, el mástil fue retirado por la Comandancia General de Ceuta, en cumplimiento de la Ley de la Memoria Histórica.